# Japan Soccer League Cup 1983
Der Japan Soccer League Cup 1983 war die achte Ausgabe des Japan Soccer League Cup. Sieger des Wettbewerbs waren die Yanmar Diesel.

## Ergebnisse

### 1. Runde
|                  | Ergebnis        |                       |
| ---------------- | --------------- | --------------------- |
| Toho Titanium    | 1:1 (1:4 i. E.) | Kofu SC               |
| Nippon Steel     | 1:1 (1:3 i. E.) | Yomiuri               |
| Saitama Teachers | 0:1             | Tanabe Pharmaceutical |
| Nippon Kokan     | 1:0             | Furukawa Electric     |

### Achtelfinale
|                             | Ergebnis        |                       |
| --------------------------- | --------------- | --------------------- |
| Toyota Motors               | 3:0             | Kofu SC               |
| Fujita Industries           | 1:0             | Mazda                 |
| Mitsubishi Heavy Industries | 1:5             | Yanmar Diesel         |
| Yomiuri                     | 4:2             | Fujitsu               |
| Nissan Motors               | 3:1             | Tanabe Pharmaceutical |
| Honda Motors                | 3:1             | Hitachi               |
| Toshiba                     | 2:2 (4:2 i. E.) | Yamaha Motors         |
| Nippon Kokan                | 2:1             | Sumitomo Metals       |

### Viertelfinale
|               | Ergebnis |                   |
| ------------- | -------- | ----------------- |
| Toyota Motors | 1:3      | Fujita Industries |
| Yanmar Diesel | 1:0      | Yomiuri           |
| Nissan Motors | 2:1      | Honda Motors      |
| Toshiba       | 1:3      | Nippon Kokan      |

### Halbfinale
|                   | Ergebnis        |               |
| ----------------- | --------------- | ------------- |
| Fujita Industries | 1:1 (2:3 i. E.) | Yanmar Diesel |
| Nissan Motors     | 3:3 (4:3 i. E.) | Nippon Kokan  |

### Finale
|               | Ergebnis |               |
| ------------- | -------- | ------------- |
| Yanmar Diesel | 3:2      | Nissan Motors |